# Ivan Grohar

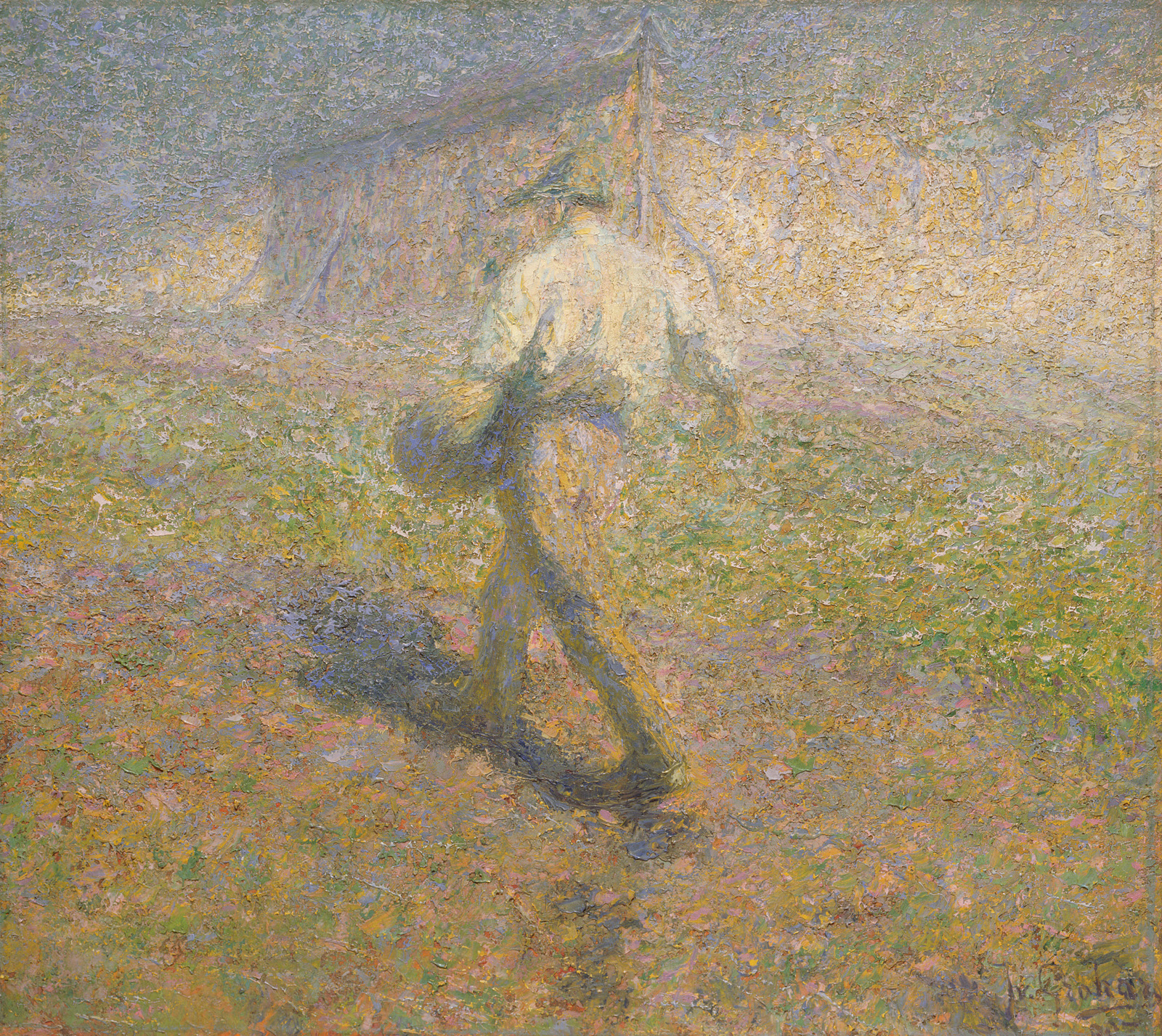
Sejalec (Sembrador), óleo de 1907.

Ivan Grohar fue un pintor impresionista esloveno. Nació el 15 de junio de 1867 en Spodnja Sorica, que está situada en el noroeste de Eslovenia. 

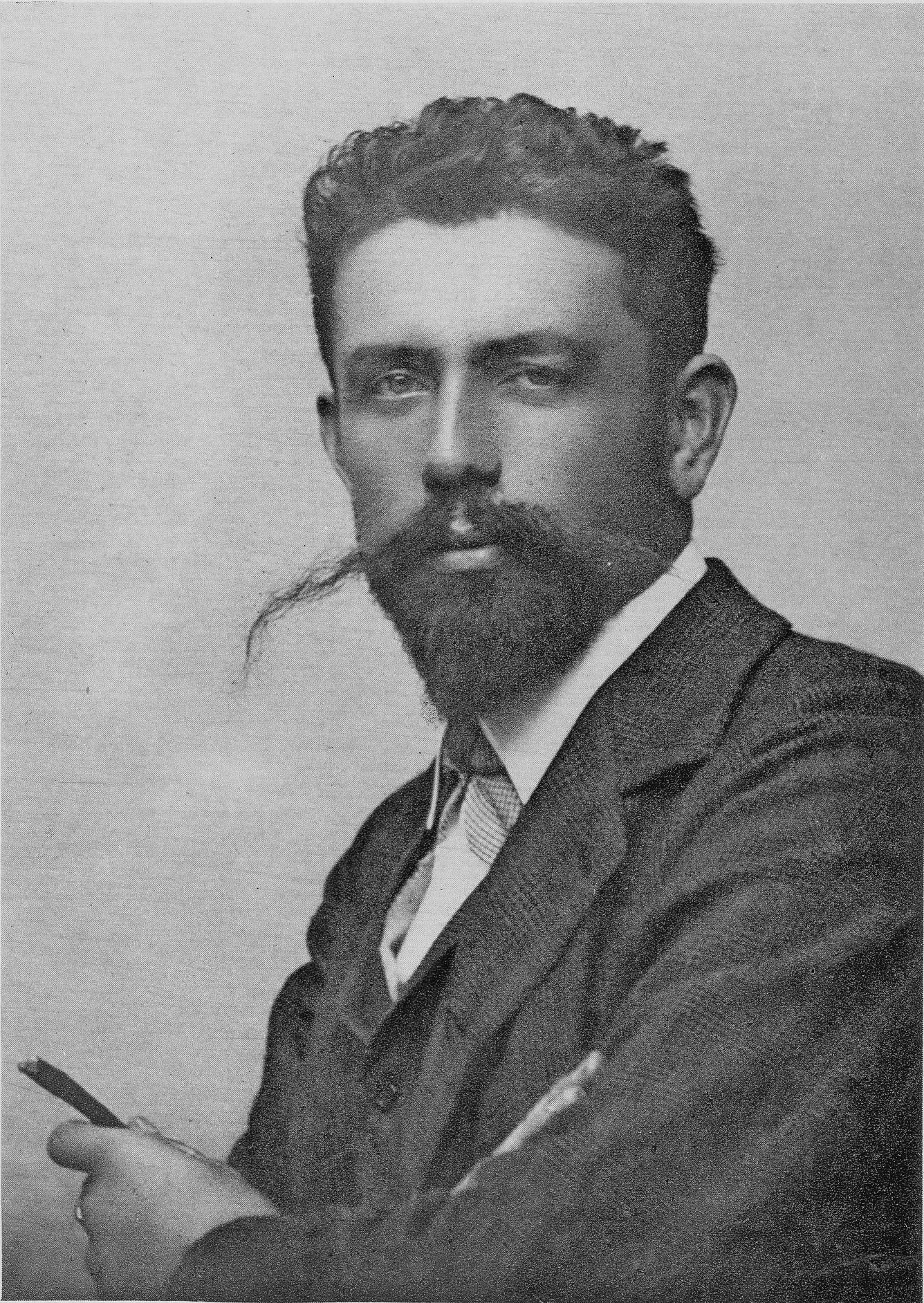
Ivan Grohar, 1911

Al quedarse huérfano no tuvo la oportunidad de desarrollar su talento para pintar, por eso el sacerdote Anton Jamnik le presentó a Matija Bradašek. En verano de 1888 empezó a trabajar con Bradašek, que era ya un artista consagrado en la ciudad de Kranj. Unos años después fue a Zagreb, la capital de Croacia, donde trabajó con Spiridion Milanesi. 
Con la ayuda financiera del gobierno pudo estudiar en Graz. El 1894 finalizó sus estudios de pintura. Dos años después se instaló en su propio estudio de Škofja Loka, cerca de su pueblo natal. Allí conoció a Rihard Jakopič, el pintor impresionista esloveno que le invitó al Slovensko umetniško društvo (Club de artistas eslovenos). 
Aunque los impresionistas no fueron muy estimados en Eslovenia, tuvieron gran éxito en la Exposición Universal de Viena, en 1905. Después del éxito en Viena, Grohar organizó muchas exposiciones en Europa: Londres, Belgrado, Trieste, Berlín, etc.. A pesar de esto no dispuso de los medios económicos suficientes para poder sobrevivir y tampoco para un viaje artístico a Italia.
Murió el 19 de abril de 1911 debido a una enfermedad.

## Obra

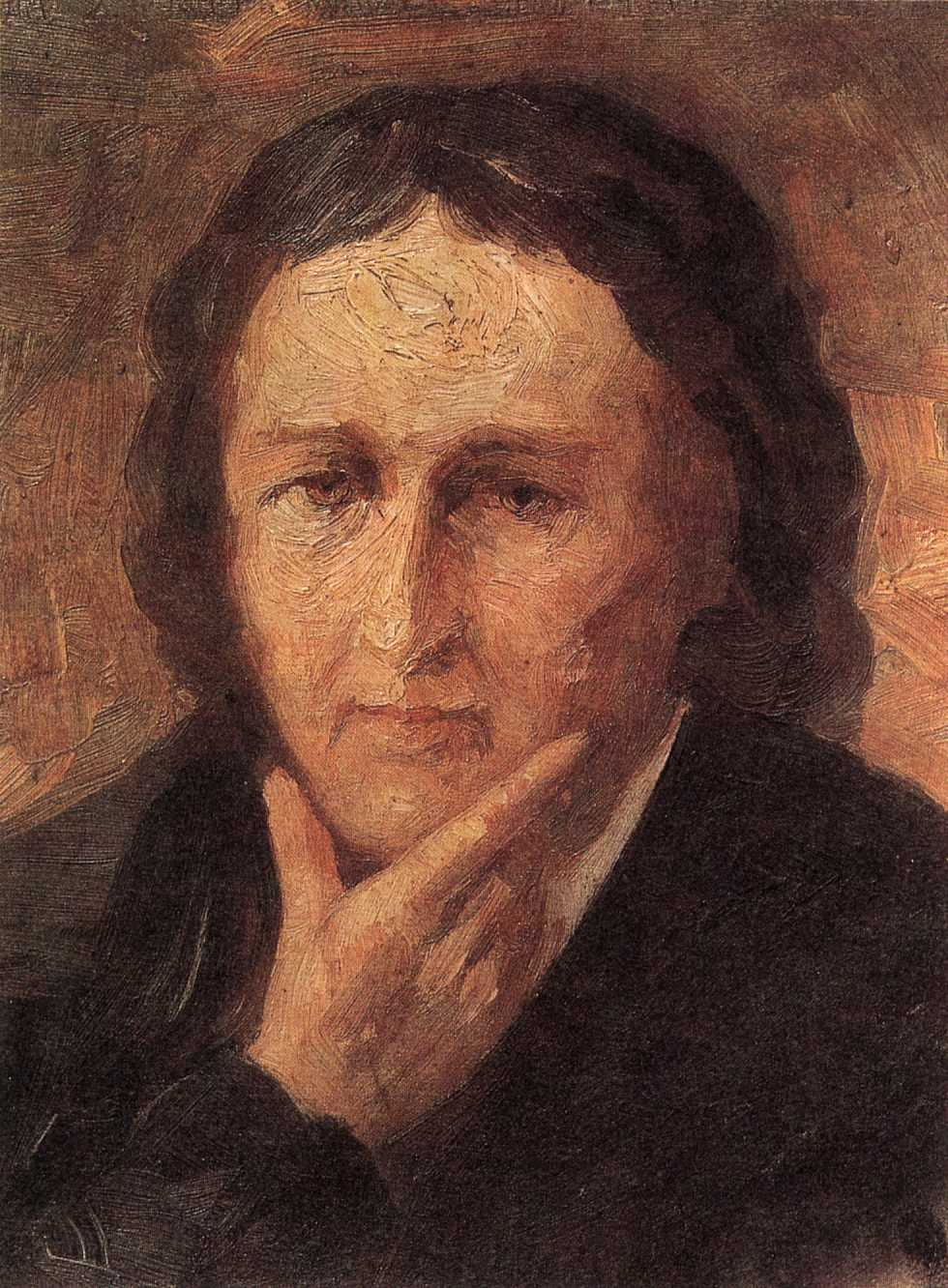
Retrato del poeta France Preseren.

Grohar empezó como pintor religioso, bajo la influencia de Giovanni Segantini, estilo realista. Después de 1900 en su obra influye el simbolismo, sin embargo al final su obra refleja tendencias impresionistas.

### Obras importantes
- Brna (1899).
- Srce Jezusovo (1900) Corazón de Jesús.
- Pod Koprivnikom (1902) Bajo Koprivnik.
- Rafolško polje (1903) El campo de Rafol.
- Pomlad (1903) Primavera.
- Macesen (1904).
- Škofja Loka v snegu (1905) Škofja Loka nevada.
- Sejalec (1907) Sembrador.
- Krompir (1909/1910) Patatas.